# Paciorki (skały)
Paciorki (niem. Korallenstein, Koralowe Skały, 1040–79 m n.p.m.)  – grupa pięciu skał w Karkonoszach na terenie Karkonoskiego Parku Narodowego.
Grupa granitowych skał o wysokości do 15 m znajdujących się przy Koralowej Ścieżce biegnącej ze wsi Jagniątków na Czarną Przełęcz doliną potoku Wrzosówka. Grupa znajduje się na południowy stoku kumulacji Koralowa Góra (niem. Korallenberg) (1039 m n.p.m.). Dobry punkt widokowy do 1945 były pomnikiem przyrody.

## Szlaki turystyczne
Obok biegnie szlaki tyrystyczne:
- niebieski: Jagniątków -  Czarną Przełęcz[1].